# Hurstpierpoint and Sayers Common
Hurstpierpoint and Sayers Common är en parish i Storbritannien.   Den ligger i grevskapet West Sussex och riksdelen England, i den södra delen av landet, 60 km söder om huvudstaden London. Arean är 20,3 kvadratkilometer.
Terrängen i Hurstpierpoint and Sayers Common är platt.